# هنري جورج سميث
هنري جورج سميث (1852-1924) (بالإنجليزية: Henry George Smith)‏ هو عالم نبات أسترالي.